# Edgar Evans

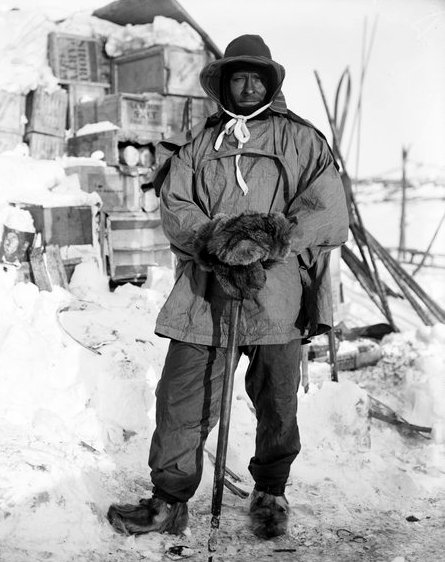
Edgar Evans en 1911.

El contramaestre Edgar Evans (1876 - 17 de febrero de 1912) era uno de los compañeros de Robert Falcon Scott en la tristemente finalizada expedición al Polo Sur de 1911-1912.
Evans nació en Gales, hijo de un marino.  Se alistó en la Royal Navy en 1891, y en 1899 inició su servicio en el HMS Majestic, donde Scott servía como teniente de torpedos. Evans se unió a la primera expedición antártica de Scott, embarcado en el RRS Discovery entre 1901 y 1904.  Junto con William Lashly, acompañó a Scott en su viaje en trineo hasta el "Furthest West" (lejano oeste) en el interior de la Tierra Victoria en 1903.
Roland Huntford, biógrafo de Scott describe a Evans como "un gigantón con cuello de toro" y un "mujeriego amante de la cerveza" y que "le faltaba poco para estar excesivamente gordo" en la fecha de la segunda expedición de Scott con el Terra Nova. Evans estuvo a punto de quedarse en tierra en Nueva Zelanda cuando estando borracho se cayó por la borda del barco mientras subía a bordo. Sin embargo, Evans era uno de los favoritos de Scott, quien decidió hacer la vista gorda sobre ese incidente.
Scott escogió a Evans como miembro del grupo que debía alcanzar el polo, junto con el teniente Henry Robinson Bowers, Lawrence Oates, y el Dr. Edward Adrian Wilson. Alcanzaron el Polo Sur el 17 de enero de 1912, pero se encontraron con que el noruego Roald Amundsen había llegado un mes antes. El viaje de vuelta fue penoso. Evans se hizo un corte en una mano en un accidente poco antes de llegar al polo, y a consecuencia del escorbuto la herida no sanaba. Todos los miembros de la partida padecieron el frío y la escasez de alimentos, pero el más afectado fue Evans, quien empezó a deteriorarse mental y físicamente, pudiendo sufrir una herida en la cabeza al caer en una grieta el 4 de febrero, lo que motivó que su estado empeorara rápidamente. También padecía de congelaciones en los dedos de las manos y en la nariz.
El 16 de febrero, cerca de la base establecida en el Glaciar Beardmore, Evans sufrió un colapso. A la mañana siguiente, sus compañeros fueron incapaces de despertarlo, por lo que muy a su pesar se vieron obligados a dejarlo atrás y continuar su viaje arrastrando los trineos hasta el siguiente depósito de suministros; más tarde volvieron para recogerlo en un trineo vacío. Murió en la tienda aquella misma noche. En el diario de Scott no aparece registrado qué hicieron con su cuerpo, y ninguno de los restantes miembros de la expedición sobrevivió al viaje de vuelta.